# 続・よいこのどうよう ベスト50
『続・よいこのどうよう ベスト50』（ぞく・よいこのどうよう ベストごじゅう）は、日本コロムビアから1997年9月20日に発売された、童謡のコンピレーション・アルバム。

## 概要
- 日本の童謡を1枚25曲ずつ、2枚組で全50曲収録したコンピレーション・アルバム。「よいこのどうよう ベスト50」の続編。

## 収録曲

### Disc 1
- 規格商品番号は、COCC-14620。
- 1.げんこつやまのたぬきさん
- 2.いとまきのうた
- 3.森のくまさん
- 4.やまのワルツ
- 5.アイアイ
- 6.とんでったバナナ
- 7.山の音楽家
- 8.ドレミのうた
- 9.クラリネットをこわしちゃった
- 10.たいこのおけいこ
- 11.大きなたいこ
- 12.あさいちばんはやいのは
- 13.アイスクリームのうた
- 14.おなかのへるうた
- 15.おへそ
- 16.トマト
- 17.おにぎりころりん
- 18.あめふりくまのこ
- 19.あらどこだ
- 20.おんまはみんな
- 21.ねこふんじゃった
- 22.あひるのスリッパ
- 23.ぶんぶんぶん
- 24.かえるのうた
- 25.こおろぎ

### Disc 2
- 規格商品番号は、COCC-14621。
- 1.おべんとうばこのうた
- 2.いっぽんでもニンジン
- 3.すうじのうた
- 4.ぼうが一本あったとさ
- 5.ずいずいずっころばし
- 6.一年生になったら
- 7.せんせいとおともだち
- 8.A・B・Cのうた
- 9.手をたたきましょう
- 10.おはながわらった
- 11.10人のインディアン
- 12.とけいのうた
- 13.大きな古時計
- 14.手のひらを太陽に
- 15.マーチング・マーチ
- 16.線路は続くよどこまでも
- 17.ちかてつ
- 18.バスのうた
- 19.あひるの行列
- 20.ロンドン橋
- 21.メリーさんのひつじ
- 22.赤い鳥 小鳥
- 23.まつぼっくり
- 24.みずあそび
- 25.ぶらんこ